# John Reed (journaliste)
Pour les articles homonymes, voir John Reed et Reed.
John « Jack » Silas Reed, né le 22 octobre 1887 à Portland (Oregon) et mort le 19 octobre 1920 à Moscou, est un journaliste et militant communiste américain, connu surtout pour son ouvrage sur la révolution bolchévique, Dix jours qui ébranlèrent le monde. Il était le mari de l'écrivaine et féministe Louise Bryant.

## Naissance et éducation
Issu de la bourgeoisie de Portland, dans l'Oregon, John Reed naît dans la demeure de ses grands-parents, qui avaient des serviteurs asiatiques. En 2001, un banc commémoratif est érigé en son honneur, à  Washington Park, où il est né (la demeure n'existe plus).
Il reçoit l'éducation des familles américaines aisées de son temps. Sans être un élève brillant, il parvient à intégrer en 1906 l'université Harvard, où il se frotte aux descendants des familles patriciennes de la côte Est. Ravi d'échapper à l'atmosphère de Portland (il témoigne avoir payé un gang pour échapper à une bagarre dans les quartiers populaires), il publie ses premiers textes dans le Harvard Lampoon, un périodique humoristique et sarcastique fondé par les étudiants, et participe activement à la vie sociale de l'université, sans encore s'engager politiquement. Stimulé par l'enseignement de son professeur de littérature, Charles Copeland, auquel il dédia plus tard son livre, Le Mexique insurgé, il est diplômé en 1910. Il effectue un premier voyage en Europe, avant de s'établir à New York l'année suivante.

## Journalisme
Fréquentant les milieux intellectuels et artistiques new-yorkais, ce qui l'amène à entretenir une brève et tumultueuse liaison avec Mabel Dodge, riche bienfaitrice des arts, John Reed publie quelques articles et des poèmes avant d'écrire, à partir de 1913, pour la revue socialiste The Masses, éditée par Max Eastman. Cette année-là, il découvre la dureté des rapports sociaux aux États-Unis en couvrant la grève des ouvriers de Paterson, dans le New-Jersey. Pour avoir pris parti en faveur des grévistes et des militants syndicaux des Industrial Workers of the World (IWW), dont Bill Haywood et Elizabeth Gurley Flynn, il est emprisonné pendant quatre jours, expérience qui contribue notablement à son évolution politique.

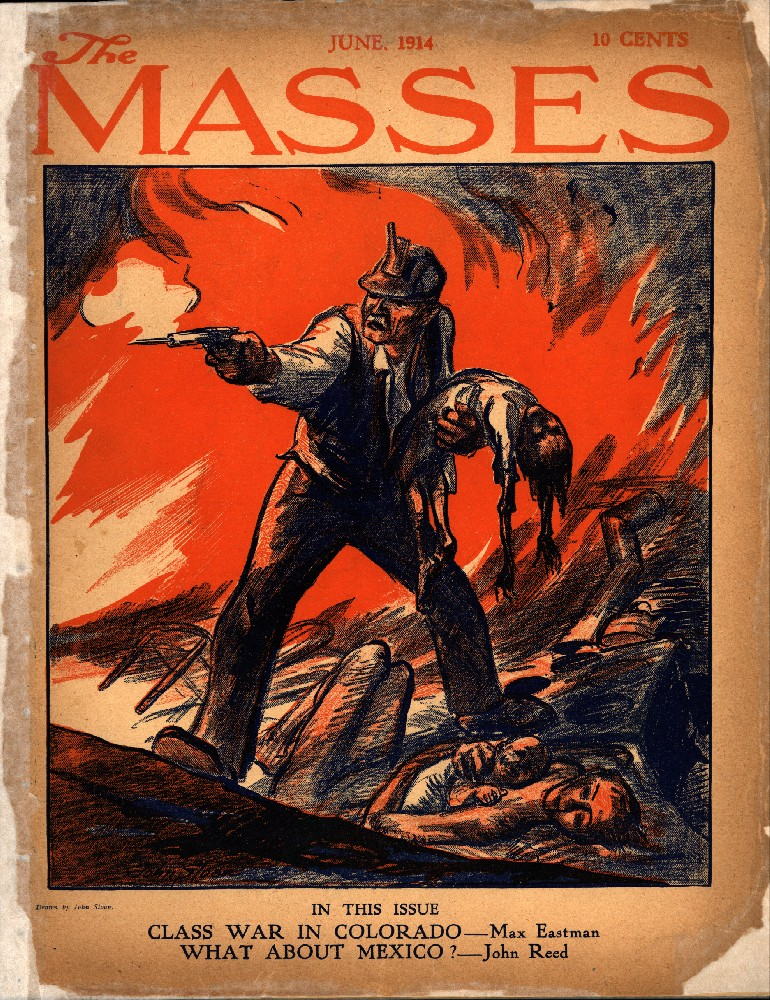
The Masses, juin 1914. Le massacre de Ludlow et l'article sur la révolution mexicaine.

Quelques mois plus tard, il se rend au Mexique pour couvrir les évènements révolutionnaires. Pendant plusieurs mois, il suit l'armée de Pancho Villa, sympathisant profondément avec les péons insurgés et acquérant une certaine notoriété comme correspondant de guerre aux États-Unis. Il s'oppose vigoureusement à l'intervention militaire américaine de 1914 dans les affaires mexicaines. Sur le chemin du retour, il enquête sur le massacre de Ludlow qui vient de se produire dans le Colorado.
Après le déclenchement de la Première Guerre mondiale, John Reed se rend plusieurs fois en Europe. Jusqu'en 1917, il peut profiter de la non-belligérance des États-Unis pour voyager d'un front à l'autre, dans les deux camps. En 1915, il passe plusieurs mois dans les Balkans, accumulant les éléments de son ouvrage, La Guerre dans les Balkans. C'est à ce moment-là qu'il entre en Russie pour la première fois, non sans déboires, puisqu'il est arrêté et soupçonné d'espionnage. Cette première expérience suscite chez lui haine du tsarisme et intérêt pour le peuple russe. Entre deux voyages en Europe, en 1916, il épouse Louise Bryant et sympathise avec le dramaturge Eugene O'Neill.
Horrifié par la guerre, ses horreurs et son absurdité, John Reed s'oppose de toutes ses forces au courant chauvin qui va pousser les États-Unis dans le conflit au printemps 1917. Pour lui, cette guerre ne sert les intérêts d'aucun peuple et les grandes phrases sur la démocratie ne peuvent justifier une alliance avec le tsar Nicolas II. Mais, comme en Europe, le courant pacifiste est balayé en Amérique.

## Politique

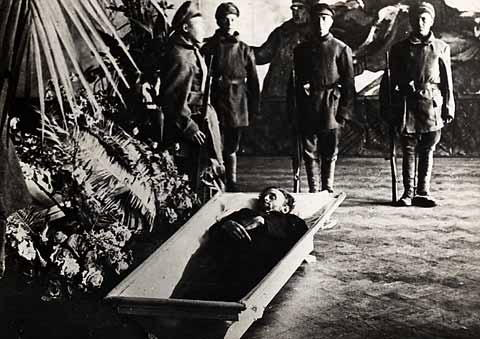
Funérailles de John Reed à Moscou en 1920.

John Reed et Louise Bryant arrivent à Pétrograd en septembre 1917, six mois après le début de la Révolution russe et quelques jours après la tentative de putsch du général Kornilov. Ils sont les témoins enthousiastes de la révolution d'Octobre. Reed rassemble ses observations sur la révolution bolchévique dans son ouvrage le plus fameux, Dix jours qui ébranlèrent le monde, commenté positivement par Lénine.
Rentré aux États-Unis au printemps 1918, John Reed y défend avec vigueur le nouveau régime soviétique et s'oppose à toute intervention de son pays contre la Russie bolchévique. Cela lui vaut plusieurs arrestations et des condamnations pour propos séditieux, notamment pour un article[Où ?] intitulé « Tricotez une camisole de force pour votre petit soldat ». En mars, il participe au lancement du magazine The Liberator. Lors du procès des Wobblies (surnom des syndicalistes des IWW), il écrit : « Je doute qu'on ait jamais rien vu de tel dans toute l'histoire. La réunion de cent un bûcherons, ouvriers agricoles, mineurs, journalistes […], qui pensent que les richesses de la terre appartiennent à celui qui les crée […], autrement dit aux carriers, aux abatteurs d'arbres, aux dockers, à tous ces gars qui font le dur boulot. » Après avoir contribué à la naissance du Communist Labor Party, il retourne en Russie fin 1919, dans l'espoir de convaincre l'Internationale communiste nouvellement créée de reconnaître son organisation comme sa section américaine, au détriment de l'autre groupement communiste des États-Unis, le Parti communiste d'Amérique. L'Internationale tranche en demandant aux deux mouvements de fusionner pour former le Parti communiste des États-Unis d'Amérique.
En mars 1920, alors qu'il tente de retourner clandestinement en Amérique, il est arrêté et emprisonné en Finlande, dont le régime est alors violemment anticommuniste. Finalement libéré en juin, il retourne à Pétrograd et peut participer au IIe congrès de l'Internationale communiste. Le Komintern lui demande de se rendre à Bakou, où se tient en septembre 1920 le Premier congrès des peuples d'Orient qui doit rallier les peuples colonisés d'Asie à la révolution mondiale. Il y prend la parole. Peu après son retour à Moscou, John Reed attrape le typhus, qui l'emporte à l'âge de 33 ans. Les autorités soviétiques organisent des funérailles officielles et il est enterré sur la place Rouge, dans la nécropole du mur du Kremlin, comme les révolutionnaires de 1917 dont il avait décrit le combat.

## Dans les arts et la culture populaire

### Filmographie

#### Cinéma
- 1973 : Reed, México insurgente de Paul Leduc, joué par Claudio Obregón
- 1981 : Reds de Warren Beatty, qui joue Reed
- 1982 ; Les Cloches rouges, 1re partie : le Mexique en flammes de Sergueï Bondartchouk, joué par Franco Nero
- 1983 : Les Cloches rouges, 2e partie : J'ai vu naître un nouveau monde de Sergueï Bondartchouk, joué par Franco Nero

## Anecdotes
- Une légende urbaine persistante dans la ville natale de John Reed dit que le Reed College a été ainsi nommé en sa mémoire. Bien que la devise non officielle de l'établissement (tongue-in-cheek motto) soit : « Atheism, Communism, and Free Love » (Athéisme, Communisme et amour libre), il s'agit plus d'une confusion entre Simeon Reed, dont la veuve créa le Reed College, et John Silas. Cette confusion a été amplifiée par l'homonymie existante entre l'un des chefs du Parti communiste américain, William Z. Foster, et le premier directeur du Reed College, William T. Foster (en)[5].
- Il fait partie des personnalités dont John Dos Passos a écrit une courte biographie, au sein de sa trilogie U.S.A.